# Médaille Rumford
Ne doit pas être confondu avec Prix Rumford.
En 1796, Benjamin Thompson (comte de Rumford) fait don séparément à la Royal Society et à l'American Academy of Arts and Sciences de 5 000 dollars américains destinés à créer un prix scientifique décerné tous les deux ans pour des travaux de recherche exceptionnels dans les domaines de la thermique ou de l'optique. Depuis lors, la Royal Society décerne la Médaille Rumford, tandis que l’American Academy of Arts and Sciences décerne le Prix Rumford. La Médaille Rumford est seulement décernée à des scientifiques travaillant en Europe.

## Liste des lauréats

### XIXesiècle

#### 1800-1848
- 1800 : Benjamin Thompson (1753-1814) ;
- 1804 : John Leslie (1766-1832) ;
- 1806 : William Murdoch (1754-1839) ;
- 1810 : Étienne Louis Malus (1775-1812) ;
- 1814 : William Charles Wells (1757-1817) ;
- 1816 : Humphry Davy (1778-1829) ;
- 1818 : David Brewster (1781-1868) ;
- 1824 : Augustin-Jean Fresnel (1788-1827) ;
- 1832 : John Frederic Daniell (1790-1845) ;
- 1834 : Macedonio Melloni (1798-1854) ;
- 1838 : James David Forbes (1809-1868) ;
- 1840 : Jean-Baptiste Biot (1774-1862) ;
- 1842 : William Henry Fox Talbot (1800-1877) ;
- 1846 : Michael Faraday (1791-1867) ;
- 1848 : Henri Victor Regnault (1810-1878).

#### 1850-1898
- 1850 : François Jean Dominique Arago (1786-1853) ;
- 1852 : George Gabriel Stokes (1819-1903) ;
- 1854 : Neil Arnott (en) (1788-1874) ;
- 1856 : Louis Pasteur (1822-1895) ;
- 1858 : Jules Jamin (1818-1886) ;
- 1860 : James Clerk Maxwell (1831-1879) ;
- 1862 : Gustav Robert Kirchhoff (1824-1887) ;
- 1864 : John Tyndall (1820-1893) ;
- 1866 : Armand Hippolyte Louis Fizeau (1819-1896) ;
- 1868 : Balfour Stewart (1828-1887) ;
- 1870 : Alfred Olivier Des Cloizeaux (1817-1897) ;
- 1872 : Anders Jonas Ångström (1814-1874) ;
- 1874 : Joseph Norman Lockyer (1836-1920) ;
- 1876 : Pierre Jules Cesar Janssen (1824-1907) ;
- 1878 : Alfred Cornu (1841-1902)[1] ;
- 1880 : William Huggins (1824-1910) ;
- 1882 : William de Wiveleslie Abney (1843-1920) ;
- 1884 : Tobias Robertus Thalen (1827-1905) ;
- 1886 : Samuel Pierpont Langley (1834-1906) ;
- 1888 : Pietro Tacchini (1838-1905) ;
- 1890 : Heinrich Rudolf Hertz (1857-1894) ;
- 1892 : Nils C. Dunér (1839-1914) ;
- 1894 : James Dewar (1842-1923) ;
- 1896 : Philipp Lenard Wilhelm Conrad Röntgen (1845-1923) ;
- 1898 : Oliver Joseph Lodge (1851-1940).

### XXesiècle

#### 1900-1948
- 1900 : Antoine Henri Becquerel (1852-1908) ;
- 1902 : Charles Algernon Parsons (1854-1931) ;
- 1904 : Ernest Rutherford (1871-1937) ;
- 1906 : Hugh Longbourne Callendar (1863-1930) ;
- 1908 : Hendrik Anton Lorentz (1853-1928) ;
- 1910 : Heinrich Rubens (1865-1922) ;
- 1912 : Kamerlingh Onnes (1853-1926) ;
- 1914 : Lord Rayleigh (1842-1919) ;
- 1916 : William Henry Bragg (1862-1942) ;
- 1918 : Charles Fabry (1867-1945) et Alfred Perot (1863-1925) ;
- 1920 : Lord Rayleigh (1842-1919) ;
- 1922 : Pieter Zeeman (1865-1943) ;
- 1924 : Charles Vernon Boys (1855-1944) ;
- 1926 : Arthur Schuster (1851-1934) ;
- 1928 : Friedrich Paschen (1865-1947) ;
- 1930 : Peter Debye (1884-1966) ;
- 1932 : Fritz Haber (1868-1934) ;
- 1934 : Wander Johannes de Haas (1878-1960) ;
- 1936 : Ernest George Coker (1869-1946) ;
- 1938 : Robert Williams Wood (1868-1955) ;
- 1940 : Karl Manne Georg Siegbahn (1886-1978) ;
- 1942 : Gordon Miller Bourne Dobson (1889-1976) ;
- 1944 : Harry Ralph Ricardo (1885-1974) ;
- 1946 : Alfred Egerton (1886-1959) ;
- 1948 : Franz Eugen Simon (1893-1956).

#### 1950-1998
- 1950 : Frank Whittle (1907-1996) ;
- 1952 : Frits Zernike (1888-1966) ;
- 1954 : Cecil Reginald Burch (1901-1983) ;
- 1956 : Frank Philip Bowden (1903-1968) ;
- 1958 : Thomas Ralph-Merton (1888-1969) ;
- 1960 : Alfred Gordon Gaydon (1911-2004) ;
- 1962 : Dudley Maurice Newitt (1894-1980) ;
- 1964 : Hendrik Christoffel van de Hulst (1918-2000) ;
- 1966 : William Penney (1909-1991) ;
- 1968 : Dennis Gabor (1900-1979) ;
- 1970 : Christopher Hinton (1901-1983) ;
- 1972 : Basil John Mason (1923-2015) ;
- 1974 : Alan Cottrell (1919-2012) ;
- 1976 : Ilya Prigogine (1917-2003) ;
- 1978 : George Porter (1920-2002) ;
- 1980 : Joe Vinen (1930-2022) ;
- 1982 : Charles Gorrie Wynne (1911-1999) ;
- 1984 : Harold Horace Hopkins (1918-1994) ;
- 1986 : Denis Rooke (1924-2008) ;
- 1988 : Felix J Weinberg (1928-2012) ;
- 1990 : Walter Eric Spear (en) (1921-2008) ;
- 1992 : HNV Temperley (1915-2017) ;
- 1994 : Andrew Keller (1925-1999) ;
- 1996 : Grenville Turner (en) (1936-2024) ;
- 1998 : Richard Henry Friend (1953-).

### XXIesiècle

#### 2000-
- 2000 : Wilson Sibbett (1948-) ;
- 2002 : David Anthony King (en) (1939-) ;
- 2004 : Richard Dixon (1930-2021) ;
- 2006 : Jean-Pierre Hansen (1942-) ;
- 2008 : Edward Hinds (1949-) ;
- 2010 : Gilbert George Lonzarich (1945-) ;
- 2012 : Roy Taylor (en) (1949-) ;
- 2014 : Jeremy Baumberg (1967-) ;
- 2016 : Ortwin Hess (1966-) ;
- 2018 : Ian Walmsley (1960-) ;
- 2019 : Miles Padgett (1963-) ;
- 2020 : Patrick Gill ;
- 2021 : Carlos Frenk (1951-) ;
- 2022 : Raymond Pierrehumbert (1954-) ;
- 2023 : Polina Bayvel (en) (1966-) ;
- 2024 : Tony Bell (1952-).